# Euphaedra losinga
Euphaedra losinga är en fjärilsart som beskrevs av William Chapman Hewitson 1864. Euphaedra losinga ingår i släktet Euphaedra och familjen praktfjärilar. IUCN kategoriserar arten globalt som livskraftig. Inga underarter finns listade i Catalogue of Life.